# ایمان‌گولوو
ایمان‌گولوو (انگلیسی: Imangulovo) یک شهرک در شهرستان تویمازینسکی استان باشقیرستان کشور روسیه است.